# 다케나카 헤이조

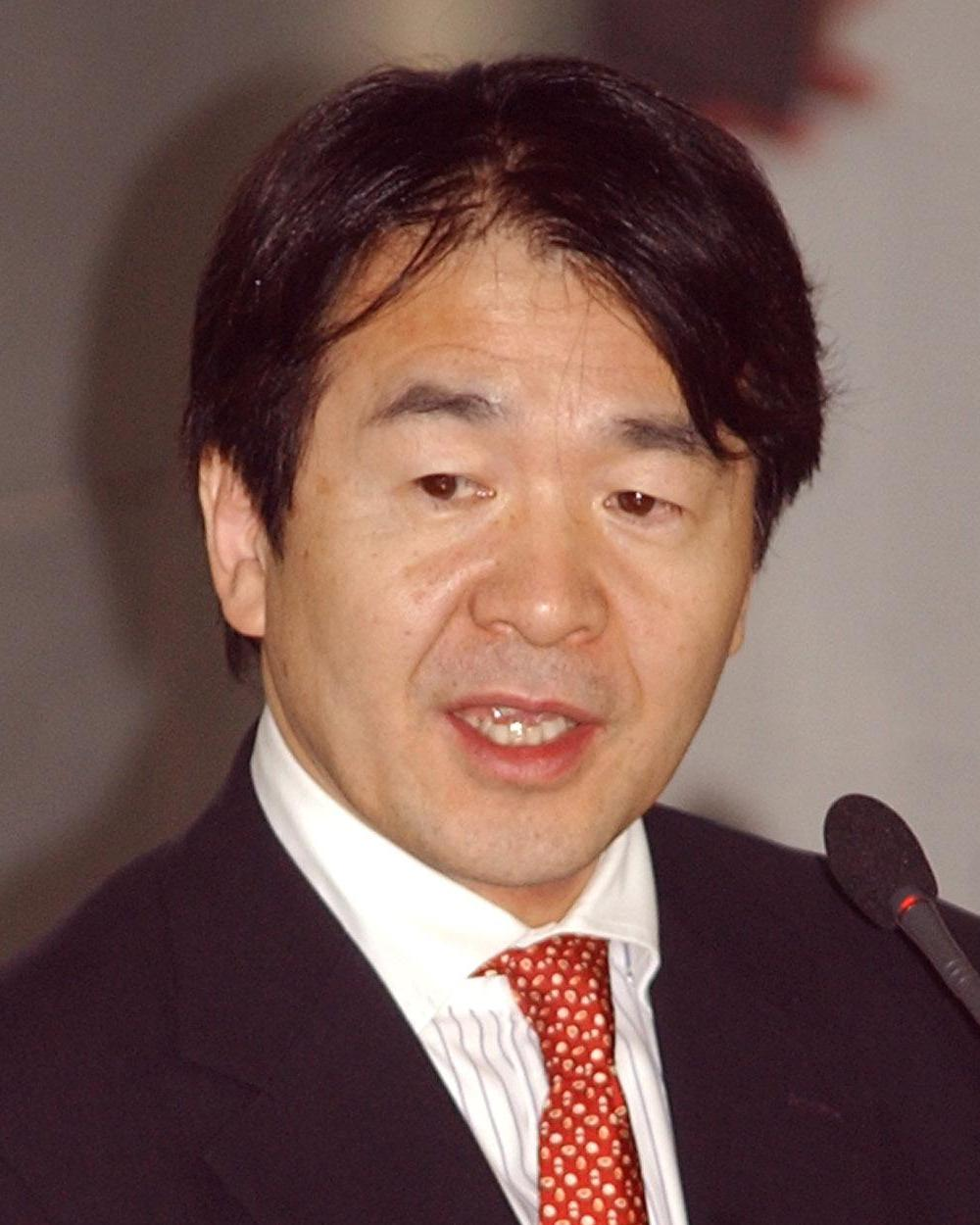
다케나카 헤이조. (2006년 브라질에서)

다케나카 헤이조(일본어: 竹中 平蔵 타케나카 헤이조[*], 1951년 3월 3일 ~)는 일본의 경제학자이자 전직 정치인이다. 게이오기주쿠 대학 글로벌 시큐러티 연구소 (グローバルセキュリティ) 소장, 대학원 미디어 디자인 연구과 교수·종합 정책 학부 교수, 주식회사 파소나 그룹 (株式会社パソナグループ) 이사회장, 아카데미 힐즈 (アカデミーヒルズ) 이사장을 맡고 있다.
참의원 의원 (2004년 7월 ~ 2006년 9월), 고이즈미 정권 (제1차 고이즈미 내각~제3차 고이즈미 내각)의 경제 재정 정책 담당대신, 제2차 고이즈미 내각의 금융 담당 특명 담당 대신, 제3차 고이즈미 내각 개조내각의 총무대신을 지냈다.

## 같이 보기
- 일본의 우정민영화
- 밀턴 프리드먼